# Bagroides melapterus
Bagroides melapterus là một loài cá da trơn thuộc họ Cá lăng

## Đặc điểm
Loài này có thể đạt chiều dài tối đa là 34.0 cm
Chúng có thân hình thon, cơ thể có màu bạc, với các chấm đen và vệt vàng.

## Phân bố
Loài cá da trơn này có ở một số quốc gia châu Á, như Thái Lan, Malaysia, Brunei và Indonesia.